# Bowling Balls
Pour plus de détails, voir Fiche technique et Distribution.
Bowling Balls est un film belge réalisé par Marc Punt et sorti en 2014.

## Distribution
- Peter Van Den Begin : Fikko
- Wim Opbrouck : Mon Dewilde
- Jonas Van Geel : Gino
- Nathalie Meskens : Tina
- Charlotte Vandermeersch : Linda Schools
- Sven De Ridder : Bad Boy Boeleke
- Manou Kersting : Bob 'Bok' Van Bockstael
- Filip Peeters : Max
- Herwig Ilegems (nl) : Maurice
- Kim Hertogs : Sonja Saets
- R. Kan Albay : Vladdi
- Jenne Decleir : Taco
- Damiaan De Schrijver : Fred Roels
- Jeroen Van Dyck : Jonas Claes